# Świlcza
Świlcza est une localité polonaise, siège de la gmina de Świlcza, située dans le powiat de Rzeszów en voïvodie des Basses-Carpates.